# Уахуапан-де-Леон
Уахуапан-де-Леон (исп. Huajuapan de León)  —   город и муниципалитет в Мексике, входит в штат Оахака. Население — 53 219 человек.

## История
Город основан в 1825 году.